# Клуб „Първа съпруга“
„Клуб „Първа съпруга““ (на английски: The First Wives Club) е американски комедиен филм от 1996 г. на режисьора Хю Уилсън, по сценарий на Робърт Хартлинг, и е базиран на едноименния роман от 1992 г., написан от Оливия Голдсмит. Във филма участват Бет Мидлър, Голди Хоун, Даян Кийтън, Маги Смит, Дан Хедая, Виктор Гарбър, Стивън Колинс, Бронсън Пинчът, Стокард Чанинг, Елизабет Бъркли, Сара Джесика Паркър и Марша Гей Хардън.

## Актьорски състав
| Актьор              | Роля                                                |
| ------------------- | --------------------------------------------------- |
| Бет Мидлър          | Бренда Морели-Къшман                                |
| Мишел Брилиант      | младата Бренда Морели                               |
| Голди Хоун          | Елис Елиът-Ачисън                                   |
| Дина Спайбей        | младата Елис Елиът                                  |
| Даян Кийтън         | Ани Макдюгън-Парадис                                |
| Адрия Тенор         | младата Ани Макдюгън                                |
| Маги Смит           | Гунила Гарсън Голдбърг                              |
| Сара Джесика Паркър | Шели Стюарт                                         |
| Дан Хедая           | Мортън Къшман                                       |
| Стивън Колинс       | Арън Парадис                                        |
| Марша Гей Хардън    | доктор Лесли Роузън                                 |
| Виктор Гарбър       | Бил Ачисън                                          |
| Елизабет Бъркли     | Фийби ЛаБел                                         |
| Айлийн Хекарт       | Катрин Макдюгън                                     |
| Бронсън Пинчът      | Дуарто Фелиз                                        |
| Стокард Чанинг      | Синтия Суан-Грифин                                  |
| Джулихера Дестефано | младата Синтия                                      |
| Дженифър Дъндас     | Кристин Парадис                                     |
| Ари Грийнбърг       | Джейсън Кръшман                                     |
| Филип Боско         | чичо Кармин Борели                                  |
| Тимъти Олифант      | Брет Артоуниан, филмов режисьор                     |
| Айда Линарес        | Тереза, прислужница на Синтия                       |
| Ивана Тръмп         | Себе си (гостуваща поява)                           |
| Кати Ли Гифорд      | Себе си (гостуваща поява)                           |
| Ед Кох              | Гости на партито (гостуващи появи)                  |
| Глория Стейнем      | Гости на партито (гостуващи появи)                  |
| Джеймс Нотън        | Гил Грифин, бивш съпруг на Синтия (гостуваща поява) |
| Хедър Локлиър       | Новата съпруга на Гил (гостуваща поява)             |
| Едуард Хибърт       | Морис                                               |
| Джей Кей Симънс     | Федерален маршал                                    |
| Роб Райнър          | доктор Морис Пакман                                 |
| Грег Еделман        | Марк Лоест                                          |
| Леа ДеЛария         | фенка на Елис                                       |
| Дебра Монк          | любовница                                           |
| Кейт Бъртън         | жена в леглото                                      |
| Уолтър Боби         | мъж в леглото                                       |

## В България
В България филмът е издаден на VHS през 1997 г. от „Александра Видео“.